# 結城みさ
結城 みさ（ゆうき みさ、1979年10月1日 - ）は、日本の元AV女優。

## 略歴・人物
鹿児島県出身。山口県、青森県で育ち東京2010年に30歳でデビューした熟女系のAV女優。瞬く間に人気女優となり、多数の作品に出演。デビュー当初は母乳を出すことができたことから、それにちなんだ作品が幾つかある。所属事務所はアースプロモーション。
2011年、「美しき同窓生レズ 風間ゆみ&結城みさ」で、スカパー!アダルト放送大賞の作品賞を受賞。
2013年8月1日の公式ブログで、年内一杯での引退を発表。

## 出演作品

### アダルトビデオ
2010年
- 全国の素人奥さま 男優さんと一度シテみませんか（2月6日（レンタル）/3月5日（セル）、クリスタル映像）
- 「あなた見ないで…」 旦那の前で抱かれる人妻。借金返済の為に… 03（2月8日、光夜蝶）
- 刹那的背徳旅行 人妻失格 #15（2月19日、ゴーゴーズ） ※「美緒」名義
- 母乳義母（2月19日、エマニエル）
- 全国のエロ奥さんアソコ洗おて待っとけや ぞうきんのように男根を這い回るスケベ舌（2月21日、アテナ映像）
- 欲求不満の専業主婦は孤独な体を妄想SEXで濡らす。（3月4日、SODクリエイト）
- 302号のぼにゅ〜ん奥さん。（3月4日、タカラ映像）
- デカチン応募者限定! 出会って平均14.7秒で筆下ろし!?（3月5日、NON）
- 美しすぎる人妻の最高の母乳（3月7日、マドンナ）
- 中出しソープ 麗しの熟女湯屋 トリプル母乳ママ ヌルべちょミルク風呂（3月10日、グローバルメディアエンタテインメント）共演:橘慶子、矢城小百合
- 人妻デリバリー 19（3月13日（レンタル）/4月19日（セル）、クリスタル映像）
- 近親相姦 母乳を欲しがる息子たち（3月25日、センタービレッジ）
- 人妻温泉 癒し系 29（3月27日（レンタル）/4月23日（セル）、クリスタル映像）
- 妄想熟女クリニック 2（3月27日、ドリームステージエンタテインメント）
- 素人四畳半生中出し 人妻 有佳子 36歳 母乳滴るエロい人妻（3月31日、プラム）※「有佳子」名義
- 酔いつぶれた友人…その妻と（4月1日、タカラ映像）
- 変態宣言 第四号 仮名)結城（4月1日、プレステージ）
- 母乳ママの交尾（4月2日、ジュエル）※「名取千春」名義
- 母乳女教師バス痴漢（4月7日、マドンナ）
- すけべな息子に義母はメロメロ 19（4月9日、東京音光）
- いいなり家政婦妻（4月15日、ソルトペッパー）
- 人妻をナンパして中出ししよう! 20（4月16日、なでしこ）
- 近親相姦 息子を痴女るいやらしい体をしたドスケベ熟女 7 中出し（4月19日、エマニエル）
- 人妻は不倫旅行をした後でも、愛しいダンナとこんなセックスをする―。（4月22日、SODクリエイト）
- 派遣奥様（4月23日、なでしこ）
- 熟女狩り 第14夜（4月24日（レンタル）/5月28日（セル）、クリスタル映像）
- イヤらしい熟女のチ○ポ狩り 8（4月25日、ジャネス）
- 母乳潮吹き新妻 02（4月25日、豊彦企画）※「音川沙織」名義
- ママとぼくのひみつ ママがおちん○んシコシコしてあげる、だからマ○コをイジって♥（5月1日、ヤブサメ）
- 寝取られ妻 3（5月1日、エマニエル）
- 誰か、私を抱いて下さい。溢れ出る私の母乳、飲んでみませんか?（5月1日、ヴィーナス）
- 夫の先輩に弄ばれて… 〜夫の知らない妻の過去〜（5月7日、マドンナ）
- 87cm Fカップ 母乳搾り 恥辱中出し（5月7日、パフューム）※「城田恭子」名義
- ママのHな母乳育児（5月13日、アロマ企画）
- 綺麗な母乳ママの一番搾り（5月13日、マルクス兄弟）
- 素人妻ナンパ生中出し 4時間 セレブDX 15（5月19日、ロータス）
- 完全盗み撮り 近親相姦 拒めない母とドラ息子（5月20日、タカラ映像）
- 夫の前で… 〜私の女房を犯して!〜 3（5月25日、ジャネス）
- 息子のパンツの匂いかぎながら黒パンスト指オナニー（5月25日、ジャネス）
- 究極の妄想発明シリーズ第18弾 男女入れ替わり手錠（5月27日、ROCKET）
- 熟女狩り 第14夜（5月28日、クリスタル映像）
- お義母さんに中出しさせられた僕と親友 5 〜エロ下着で挑発する痴母〜（6月1日、エマニエル）
- 人妻ナース盗み撮り 夜勤明けの妙なテンションの看護師に、勃起したチ○コを見せつけたら黙って微笑みながら握ってくれて…（6月2日、せゐろ）
- 人妻ナース盗み撮り 回春マッサージで肉棒をフル勃起させる人妻たち（6月2日、せゐろ）
- 母さんのストッキング（6月3日、センタービレッジ）
- 昼下がりの淫ら妻 35（6月5日（レンタル）/7月9日（セル）、クリスタル映像）
- 熟女温泉中出し羞恥旅 〜第5章〜（6月5日、ジャネス）
- 35歳の○校2年生 結城みさのいやらしい体に親子ほど年の離れた男子高校生が群がる（6月10日 SODクリエイト）
- 究極の妄想発明シリーズ第19弾 時間が止まる腕時計 パート5（6月10日、ROCKET）
- 闇営業中のフル勃起エステ 13（6月10日、ホットエンターテイメント）
- スケベな義母に叱られたい 3（6月15日、ジャネス）
- 痴熟女に騎乗られちゃった!（6月15日、ジャネス）
- 女ハ男ヲ目デ犯ス。over.30（6月15日、ワープエンタテインメント）
- 禁断介護（6月17日、グローリークエスト）
- お母さんの前でおチンチン勃たせて、どうして欲しいの?（6月17日、タカラ映像）
- 中出し近親相姦 母さん我慢できないよ!（6月17日、センタービレッジ）
- 「熟女の口はもっと嘘をつく。」 熟雌女anthology #058（6月18日、アウダースジャパン）
- 美人妻 結城みさ 夫の隣で寝取られ目前で中出しされて…（6月18日、なでしこ）
- 友達のお義母さんと犯りたい! 4（6月19日、エマニエル）
- 騙姦（だまかん） 06 人妻編 新築マンションに引越してきた奥様達が、鬼畜自治会長たちに、騙され犯され輪姦会合!（6月22日、ラストラス）
- フェラコレ熟女編 7（6月25日、隼エージェンシー）
- 寝取られ女房の前で勃起する旦那 4 〜他人の肉棒を喰らう痴妻〜（6月25日、ジャネス）
- 人妻奴隷市場（6月25日、マドンナ）
- ばついち 2 訳ありの女（6月26日（レンタル）/7月23日（セル）、クリスタル映像）
- ママとぼくのひみつ ママが唾液べちょべちょの口唇と舌で口移ししながらイカせてあげる♥（7月2日、ヤブサメ）
- 綺麗でいやらしい叔母さんに肉棒を弄られ虜になった僕（7月3日、ルビー）
- 温泉宿限定! 6人の美熟達が館内限界羞恥!! こんなところでオナニー、フェラ、手コキ（7月3日、ラハイナ東海）
- 夫の留守に… 淫乱痴女 3（7月5日、ジャネス）
- 結婚適齢期なのに彼氏ナシで仕事ばかりしているOLは勤務中パンチラで誘惑してくる欲求不満女が多い!（7月10日、グローバルメディアエンタテインメント）
- 息子の友人を犯す淫母 2（7月15日、ジャネス）
- 母乳まみれ美人妻（7月16日、パフューム）※「中村真須美」名義
- 美しき人妻の背徳妄想（7月16日、なでしこ）
- 私は痴女 人妻編 奥さん!その乳、不謹慎です（7月17日（レンタル）/8月27日（セル）、クリスタル映像）
- 少年野球を応援するママは息子のお友達に夢中（7月22日 SODクリエイト）
- 人妻と童貞 夢にまで見た筆下ろし（7月22日、ヒビノ）
- ［体験型プライベートAV］ 人妻があなたの部屋にやってくる! Episode 06（7月23日、アテナ映像）
- 団地妻 そんなに旦那以外の男としたかったんかい!?（7月25日、ビッグモーカル）
- 親友のお義母さんにパンティーの脇からチ○ポ差し込まれそのまま中出しさせられた!（7月31日、ラハイナ東海）他
- 女教師の誘惑（8月1日、ワンズファクトリー）
- 男○レイプ（8月5日、グローリークエスト）
- 公然猥褻されちゃってアエギ声すら出せない僕（8月5日、ワープエンタテインメント）
- 結城みさ×マジックミラー号 一児の母結城みさの私生活にMM号でアポ無し訪問!! MM号のミラー越しにママ友達がいる前で人生最大の羞恥SEX!!（8月5日、SODクリエイト）
- ヒステリック女教師による短小包茎悪臭ちん●嬲り（8月5日、フリーダム）
- 露天風呂で腰浮かせピストン 指オナニーする変態熟女（8月7日、ラハイナ東海）
- ズッポリ丸呑みディルド騎乗位オナニー（8月13日、マルクス兄弟）
- 狙われた団地妻（8月20日 スターパラダイス）
- ヒステリック女教師による 強制アナル刺導（9月5日、フリーダム）
- 肉欲の虜に堕ちた義母 （10月13日 溜池ゴロー）
- M男飼育W調教 5 （11月5日、未来・フューチャー）
- ビューティーレズビアン 美しき同窓生愛 （11月12日、Nadeshiko）
- 手コキ目線 （11月15日、NON）オムニバス作品
- 本当にイッてる指オナニー 6 （11月19日、OFFICE K`S）オムニバス作品
- S級スポーツ美女中出し （11月25日、サムシング）
- M男パラダイス 06 お姉さんの激ピストンでペニバンFUCK!! （11月25日、未来・フューチャー）
- 美熟女レズビアン 〜絡み合う花弁の悦び〜 （11月25日、マドンナ）
- ［体験型プライベートAV］人妻があなたの部屋にやってくる! Episode 12 （11月26日、アテナ映像）
- 他人の前で妻に強制オナニーさせる夫 〜たまらずセンズリ発射する男たち〜 （11月30日、ラハイナ東海）オムニバス作品
- ディープレズビアン 〜うぶ貝調教 2〜 （12月3日、クリスタル映像）
- 淫語痴女 見下し・辱め・寸止め中毒の女 （12月19日 ドグマ）

2011年
- 誰にも言えない禁断のレズ恋愛 親友のママに愛されて… VOL.4 （1月8日、ディープス）
- ディープレズビアン 〜禁断の母娘〜 （1月14日、クリスタル映像）
- 手を使わないフェラチオ 6 （1月21日、OFFICE K'S）オムニバス作品
- 熟尻ディルドオナニー Vol.2 （1月21日、虎堂）オムニバス作品子
- 夫の目を盗んで他人に抱かれる…不貞の妻 （1月25日、ながえスタイル）
- 上司と部下の妻3 （1月25日、ながえスタイル）
- 理想のパンスト上司 （1月28日、Nadeshiko）
- マジックミラー号 超ゴージャス! 濃密美熟女逆ナンパ 2011 横浜みなとみらい編 （2月5日、ディープス）
- 綺麗なお義母さんの中出し全裸看護 結城みさ 31歳 （2月11日、Nadeshiko）
- 即尺貴婦人 （2月17日、タカラ映像）
- 勃起したチンポを見てたら我慢できずに思わず本番しちゃった回春マッサージ店のスケベな若妻たち 第6章 （2月18日、映天）オムニバス作品
- いいなり妻 良妻の条件 （3月7日 桃太郎映像出版）
- 痴女CAの淫語中出しセックス （3月15日、ワンズファクトリー）
- 美味しく熟した結城みさが、バスタオル姿でファンのお宅に、「押しかけます!」 01 （3月23日、プレステージ）
- 愛する息子は誰にも渡さない… （3月25日、Kplus）
- 愛玩主婦の悲劇 亭主を捨てて、私は奴隷になりました…。（3月25日、Fプロジェクト）
- 二人のエステティシャンによる魅惑の同調マッサージ シンクロエステの世界へようこそ （4月7日、アキノリ）オムニバス作品
- 鬼フェラ地獄 IX （5月13日、レアル・ワークス）
- 非日常的悶絶遊戯 マナー教室の講師、みさの場合 （5月25日、AVS）
- オナコレ×パンスト×密室デート Vol.2 （6月1日、アイ映像/妄想族）
- 三つ指立てて殿方のチ○ポを丁寧にフェラチオそして心ゆくまで騎乗位 （6月10日、レアル・ワークス）
- The SEX 10 （7月8日、LEO）
- ザーメンかあさん 精子をぶっかけられて悦ぶ癒しの義母 （7月22日、マドンナ）
- イグイグ大乱交 （7月22日、乱丸）
- ママのリアル性教育 （8月18日、グローリークエスト）
- 舐め愛レズビアン VOL.5 （8月19日、OFFICE K'S）
- 誘惑レズミセス 2 街で出会った巨乳若妻を欲しがる発情妻 （11月1日、U&K）
- 顔面騎乗クリニック （11月19日、V&Rプロダクツ）

2012年
- 温泉旅館の欲求不満な三姉妹 〜近親交尾に痴態を晒す女たち〜 （1月13日、Nadeshiko）
- 北陸地方○県○郡○村に伝わる 童貞筆おろしの儀（3月8日、SODクリエイト）
- 時間よ止まれ! レズSP 3 （3月8日、V&Rプロダクツ）
- 世界で一番大きなチンポを持つ男のSEX （3月19日、ROOKIE）
- 甘い蜜壷を求め合う美熟女20人のレズSEX8時間（4月25日、マドンナ）
- 美熟痴女の温泉ツアー（7月25日、美）
- 最愛の息子との…逃避行の果て 禁断の愛（11月8日、クリエイト）
- 親子ほど年の離れた女たちのレズキス 4時間（12月4日、ラハイナ東海）

2013年
- レズスペシャル 4時間 11シーン（1月1日、DX/エマニエル）
- 熟女レズ義姉妹 妖艶な姉の淫手に堕ちた巨乳妹（1月1日、VENUS）
- 自分の母親が性玩具にされるところを撮影する変態息子（1月3日、グローリークエスト）
- パンスト直穿きお姉さんの相互指責め濃厚レズビアン（1月5日、ジャネス）
- 屋外レズ SP イカせあい野外レズバトル300min（1月5日、映天）
- 団地妻たちの肉欲レズビアン（1月11日、ケイ・エム・プロデュース）
- 友人の母（1月13日、溜池ゴロー）
- 電話中にイタズラしてくる小悪魔（1月17日、グローリークエスト）
- 完全着衣プレイ パンストフェティシズム Vol.4 4時間（1月18日、ケンシロウプロジェクト）
- 不倫妻（1月19日、ドグマ）
- 白目絶頂トライアングル同性愛（1月19日、乱丸）
- 想像を絶する刺激と快感! 凄指技の睾丸回春エステシャン その5（1月25日、アロマ企画）
- あなた、ごめんなさい 旦那の前で犯られる『クレーマー人妻』（1月25日、サイドビー）
- 結城みさの2013年 年明けSP（1月25日、なでしこ）個人ベスト
- Wスナイパー 4時間（1月29日、ラハイナ東海）
- 大全集（1月31日、センタービレッジ）個人ベスト
- 近親相姦 濃厚!妖艶!淫乱!全身舐め回しフェラ手コキで息子の精子狩り eXtraデジタルモザイク（2月1日、ex）
- パンスト足舐めレズビアン（2月5日、ジャネス）
- 子持ちママ限定!ニセ取材を通して知った人妻は、欲求不満で本当にエロかった —結城みさのママ友編—（2月7日、SODクリエイト）
- オシウリ痴女（2月19日、Milf/妄想族）
- 結城みさお母さんプレゼンツ 母性溢れるファン感謝祭! 新フェチモザイク（2月19日、ABC/妄想族）
- 人妻漂流レズ 〜無人島で芽生える欲情の雌花〜（2月25日、マドンナ）
- 近親相姦 色欲娘にレズられる恥母 4（3月5日、ジャネス）
- 愛するが故の寝取らせ〜私の夫と寝てるところ見せてと頼まれた女〜（3月7日、東京ティンティン+）
- 丸ごと!8時間Special（3月7日、マドンナ）個人ベスト
- 美人妻と隣の奥様の秘め事 美熟女レズビアン 2（3月15日、ジャネス）
- パンスト直穿きお姉さんの顔騎オナニーレズビアン（3月15日、ジャネス）
- 激震アナル・FUCK（3月19日、ドグマ）
- 人妻美尻ディルドオナニー（3月21日、タカラ映像）
- 熟れてる女のしつこい接吻と性交（3月22日、ワープエンタテインメント）
- M性癖の中年男性に贈る、リアリズムエロス 熟女、熟女、熟女、痴女!（3月25日、サイドビー）
- 底なしの欲求 ハメ狂いの欲しがり妻 3時間（3月25日、サイドビー）
- 魅惑の淫語回春エステサロン VOL.01（3月25日、AVS collector’s）
- THE 結城みさ 〜淫肉が震え響く、その愛のすべて〜（4月1日、MOTHERS ENTERTAINMENT PICTURES）個人ベスト
- 凌辱の鬼才 鬼窪浩久原作!!人妻隷嬢 真理子（4月7日、マドンナ）
- 密会 〜シークレットトリップ〜（4月11日、LADY×LADY）
- 団地妻生中出し 18（4月12日、TMA）
- ヘンリー塚本 団地妻（4月13日、FAプロ・プラチナ）
- 痴女るオンナ（4月19日、プレステージ）
- 女優ベスト（4月19日、ドグマ）個人ベスト
- 淫乱4時間（4月19日、デヴィ/エマニエル）個人ベスト
- 熟々 いやらしい女のいる家 4 〜色情アダルト雑誌編集者の一日（4月25日、Mellow Moon）
- ドスケベ美人妻たちのセンズリ鑑賞 勃起チンポを欲しがる美妻たち（4月25日、Mellow Moon）
- 禁断の母子姦通 チラ見した息子のムスコが凄いことになっていて母さん我慢できない 2（4月26日、クリスタル映像）
- 美熟女ドキュメント 結城みさのすべて（4月27日、HMJM）
- 新・近親相姦 貞操観念が異常に低い家族（5月1日、VENUS）
- 人妻おまんこ指オナニー 締まった濡れマ○コがヌチャヌチャして刺激するとイキ出す人妻 3（5月3日、映天）
- 野外人妻羞恥 18（5月3日、映天）
- M男調教スペシャル 4時間（5月5日、未来 フューチャー）
- 「お姉さんの目の前でオナニーしてみせて…お願い」（5月13日、アロマ企画）
- いやらしい淫語と凄まじい絶頂（5月19日、乱丸）
- 欲求不満なAV志願人妻たちのセンズリ鑑賞 其の二（5月23日、タカラ映像）
- ドすけべ妻のいやらしい手こき（5月24日、なでしこ）
- 泥酔した姉に性衝動を抑えきれず中出しレイプした弟の近親相姦映像（5月24日、青空ソフト）
- 美しいお嬢様と卑猥なフェラチオ 麻生希（9月19日、SODクリエイト）※ボーナストラックのみ
- お義姉さん、いっ妹よりずっといいよ…。 結城みさ(10月2日、タカラ映像)
- 12名の働くおばさん 男を誘うムレて臭めの完熟マンコ 4時間（11月1日、エマニエル）
- 黒き魔装の誘惑6　正義の代償（2013年12月13日）
- 魅惑の美熟女 結城みさ 保存版（12月25日、サイドビー）

2014年
- 美熟女仮面フォンテーヌ 〜パンティーキラーの逆襲〜 結城みさ（1月24日、GIGA）
- 息子に服従を誓わされた義母 〜幸せな家族を演じる為に私は犯されました…。〜 結城みさ（2月7日、マドンナ）
- 遥かな昭和のエロきポルノドラマ 人妻（卑しき陰毛）・生活保護家庭の色っぽい人妻・出戻り娘の節操のない下半身（4月13日、FAプロ）
- レズエステで狙われた爆乳キャビンアテンダント（5月7日、ビビアン）
- 欲求不満の母と絶倫息子 抜かずの三発中出し 結城みさ（5月22日、センタービレッジ）
- 義父と嫁の失楽園 緊縛拷問未亡人 結城みさ（5月25日、グローバルメディアエンタテインメント）
- レズに堕ちていく私（6月7日、ビビアン）
- べろちゅうレズビアン（6月13日、BACK DROP）
- 男根の誘い 結城みさ（6月13日、溜池ゴロー）
- 近所に漏れ出す母と息子のせつない喘ぎ声！！ 噂になっても構わない…（6月19日、エマニエル）
- 背徳未亡人 肉欲にまみれ堕ちる寡婦達…澤村レイコ 結城みさ（7月20日、STAR PARADISE）
- 中高年夫婦の性生活3・閉経後は膣内発射で楽しむ性生活・夫公認で味わう夫以外の男性器とアクメ（8月13日、FAプロ）
- 濃厚交尾 子宮まで激しく貫き中出しされた美熟女13人（9月14日、なでしこ）
- 緊縛近親相姦 田舎の義父と嫁（10月12日、なでしこ）
- マゾ女限界アクメ 快楽の為に全ての穴を捧げる変態女10人 4時間（10月25日、AVS collector’s）
- 田舎村で人妻が犯された性犯罪記録 レイプ（12月14日、なでしこ）

2019年
- 「流星のように現れ消えた母乳妻は、誰よりも衝撃的でひときわ輝く一番星だった。」S級熟女フルコンプリートBOX 結城みさ16時間4枚組 (11月13日、ヴィーナス) ※単体ベスト

### アダルトサイト
- 人妻パラダイスGOLD デラックス みかこ （人妻パラダイスGOLD） ※「みかこ」名義
- ミセスバージン with Woman No.214 鈴木環季 （ウーマンインサイド＋ミセスバージン） ※「鈴木環季」名義
- 舞ワイフ No.282 三浦久美子 （舞ワイフ） ※「三浦久美子」名義
- CLUB PAPER MOON OL☆SWEET 結城美佐 （CLUB PAPER MOON） ※「結城美佐」名義
- DMM

（母乳ママの交尾 ドピュドピュ母乳を吹く素人若妻さんの変態SEX 名取千春24歳） ※名取千春 名義

母乳潮吹き新妻 音川沙織 ：音川沙織 名義

母乳搾り87cm Fカップ恥辱中出し城田恭子 ※城田恭子名義

三浦久美子(素人) ：三浦久美子名義

鈴木環季(素人) ※鈴木環季（たまき）名義

母乳まみれ美人妻 中村真須美 ※中村真須美 名義

生出し人妻のあえぎ：出演者/君島美香子（君島美香）/小池絵美子 葉山瑶子 下平あや 谷川まお 美月ゆう子（長瀬優子） 紅蘭 米田友花 矢口りさ子 結城美沙 ※結城美沙名義

### 映画
- 三十路義母 背徳のしたたり（2012年11月18日、監督：竹洞哲也）共演:宮村恋、姫野ゆうり、倖田李梨

## テレビ
- せんべろ女とホルモンおやじ #03 足立区の居酒屋天国・北千住編（フジテレビワンツーネクスト）
- スパローズのギリギリアウツ!? #65（2013年7月18日、ニコジョッキー/ニコニコ生放送）